# Mount Shelton
Mount Shelton är ett berg i Antarktis. Det ligger i Östantarktis. Nya Zeeland gör anspråk på området. Toppen på Mount Shelton är 2 485 meter över havet.
Terrängen runt Mount Shelton är huvudsakligen lite kuperad. Trakten är obefolkad. Det finns inga samhällen i närheten.